# Xã Gascoyne, Quận Bowman, Bắc Dakota
Xã Gascoyne (tiếng Anh: Gascoyne Township) là một xã thuộc quận Bowman, tiểu bang Bắc Dakota, Hoa Kỳ. Năm 2010, dân số của xã này là 13 người.